# 美洲馬鮫
美洲馬鮫（学名：Scomberomorus concolor）為輻鰭魚綱鱸形目鯖亞目鯖科的其中一種，其种加词“concolor”意为“同色的”。其被IUCN列為次級保育類動物，分布於中東太平洋的加利福尼亞灣海域，體長可達77公分，棲息在沿岸海域，屬肉食性，以魚類、頭足類為食，可做為食用魚、遊釣魚。